# 郭子興
郭 子興（かく しこう、1302年 - 1355年）は、元末の群雄の一人。濠州定遠県の出身。富豪の父の郭公と瞽女の母のあいだの子として生まれ、彼は郭公の三男一女のうちの中子（真ん中の子）である。子は郭某（名は不詳）・郭天叙・郭天爵・郭恵妃ら。養女は明の馬皇后（孝慈高皇后）。

## 生涯
若くして、任侠を好み、多くの人物と交際があったという。
至正12年（1352年）、郭子興は数千人を集結し濠州地方で自立し、朱元璋の人物を見込んで重用し、その際に麾下の朱元璋を軍功ありとして十夫長に任用し、その養女の婿に迎えている。
郭子興は南下する元軍を撃退するなどの活躍をするが、その陣営内では幹部の孫徳崖・趙均用らによる内訌が絶えず、そのため勢力を大きく拡大することができなかった。
1355年に滁州で病没した。婿の朱元璋がその勢力を継承し、明の建国に大きな影響を与えた。
1370年に婿の朱元璋によって滁陽王を追贈されている。
郭子興の長男は戦死し、次男の郭天叙・三男の郭天爵は禍を恐れた朱元璋によって、謀殺されたといわれる。娘の郭恵妃は朱元璋の側室となり、蜀献王朱椿・代簡王朱桂・谷王朱橞らを産んだ。

## 伝記資料
- 『明史』巻一百二十二 列伝第十